# 藤麻属
藤麻属（学名：Procris）是荨麻科下的一个属，通常为附生植物。该属共有20种，分布于亚洲及非洲的热带地区。